# Marsha Linehan
Marsha Marie Linehan (Tulsa, 5 maggio 1943) è una psicologa statunitense.

## Biografia
Terza di sei figli, durante l'adolescenza le fu diagnosticata la schizofrenia in un istituto psichiatrico di Hartford. Entrata all'Università Loyola di Chicago, nel 1968 conseguì il baccellierato in psicologia, nel 1970 la laurea e nel 1971 il dottorato in psicologia sociale e sperimentale della personalità; nel periodo alla Loyola svolse l'attività di lettrice.
Tra il 1971 e il 1972 si trasferì a Buffalo, dove entrò nel servizio di prevenzione e crisi da suicidio, divenne assistente universitaria all'Università di Buffalo e svolse attività di ricerca scientifica sulla modificazione del comportamento all'Università Stony Brook. Nel 1973 fu chiamata dall'Università Loyola come assistente universitaria fino al 1975 e contemporaneamente lavorò ugualmente come assistente universitaria alla Università Cattolica d'America fino al 1977.
Nel 1977 si spostò all'Università del Washington, in qualità di assistente universitaria nel dipartimento di psichiatria e scienze del comportamento, nel 1983 fu nominata professoressa associata e nel 1989 professoressa ordinaria di psicologia e professoressa incaricata di psichiatria e scienze comportamentali; è andata in pensione nel 2019 con il titolo di professoressa emerita.
Tra il 2000 e il 2001 è stata presidentessa dell'Associazione per il progresso della terapia comportamentale ed è stata presidentessa della Società di psicologia clinica; è membro dell'Associazione statunitense di psicologia e dell'Associazione statunitense di psicopatologia.

## Terapia dialettico comportamentale
Come psicologa clinica ha elaborato la terapia dialettico comportamentale, una forma particolare di terapia cognitivo-comportamentale, per la cura del disturbo borderline di personalità.
Più specificatamente, la terapia dialettico comportamentale combina teorie, metodi e diverse tecniche mutuate dalla terapia dell'accettazione e dell'impegno, dal programma di riduzione dello stress basato sulla mindfulness e dalla filosofia dialettica.
La terapia dialettico comportamentale si compone di cinque moduli, ciascuno somministrato con frequenze diverse e in funzione del singolo caso in cura. I moduli sono: terapia individuale, training di gruppo per l'apprendimento di abilità e capacità relazionali, meeting tra terapeuti per l'analisi del singolo caso e gestione del transfert e controtransfert, coaching telefonico nei casi di necessità, psicoeducazione somministrata a persone affini e significative del paziente.
L'approccio dialettico fa riferimento alla teoria e alla tecnica utilizzata dal terapeuta che agisce simultaneamente su due obiettivi: aiutare il paziente a non giudicare negativamente sé stesso e quindi a tollerare lo stress della propria condizione patologica e al tempo stesso motivarlo e aiutarlo ad apprendere nuove abilità a capacità (skill) che consentiranno una migliore regolazione delle proprie emozioni e di avere relazioni interpersonali più soddisfacenti, aspetti che quando manifestati dal paziente in modo disfunzionale, lo conducono verso la patologia psichica.
Sebbene inizialmente implementata per la cura di pazienti con ideazione suicidaria cronica e autolesionismo non suicidario, la terapia dialettico comportamentale è risultata efficace con altre tipologie di disturbi mentali, risultando anche apprezzata nelle terapie di sostegno e di abilitazione/riabilitazione, attraverso l'utilizzo prevalente del training di gruppo per l'apprendimento di abilità e capacità relazionali.

## Opere
- Marsha M. Linehan, Trattamento cognitivo-comportamentale del disturbo borderline, a cura di Lavinia Barone, traduzione di Micol Ascoli e Carlo D'Amore, 1ª ed., Milano, Raffaello Cortina Editore, 2001.
- Marsha M. Linehan, DBT Skills Training, a cura di Lavinia Barone e Cesare Maffei, traduzione di Roberto Checchi, Nidia Morra ed Elena Paoli, Milano, Raffaello Cortina Editore, 2015.
- Marsha M. Linehan, Introduzione alla DBT, a cura di Lavinia Barone e Cesare Maffei, traduzione di Micol Ascoli, Carlo D'Amore e Alessandro Pace, Milano, Raffaello Cortina Editore, 2017.
- Marsha Linehan, Una vita degna di essere vissuta, Milano, Raffaello Cortina Editore, 2021.